# Les Mystères de Londres (série télévisée)
Pour les articles homonymes, voir Les Mystères de Londres (homonymie).
Les Mystères de Londres (Houdini and Doyle) est une série télévisée policière britannique et canadienne en dix épisodes de 42 minutes créée par David Titcher et David Hoselton, co-produite entre Fox, iTV et Global, et diffusée entre le 13 mars et le 12 mai 2016 sur ITV, puis à partir du 2 mai 2016 sur le réseau Fox aux États-Unis et en simultané sur le réseau Global au Canada.
En France, la série sera diffusée sur Polar+ à partir du 23 octobre 2017. Elle reste inédite dans les autres pays francophones.

## Synopsis

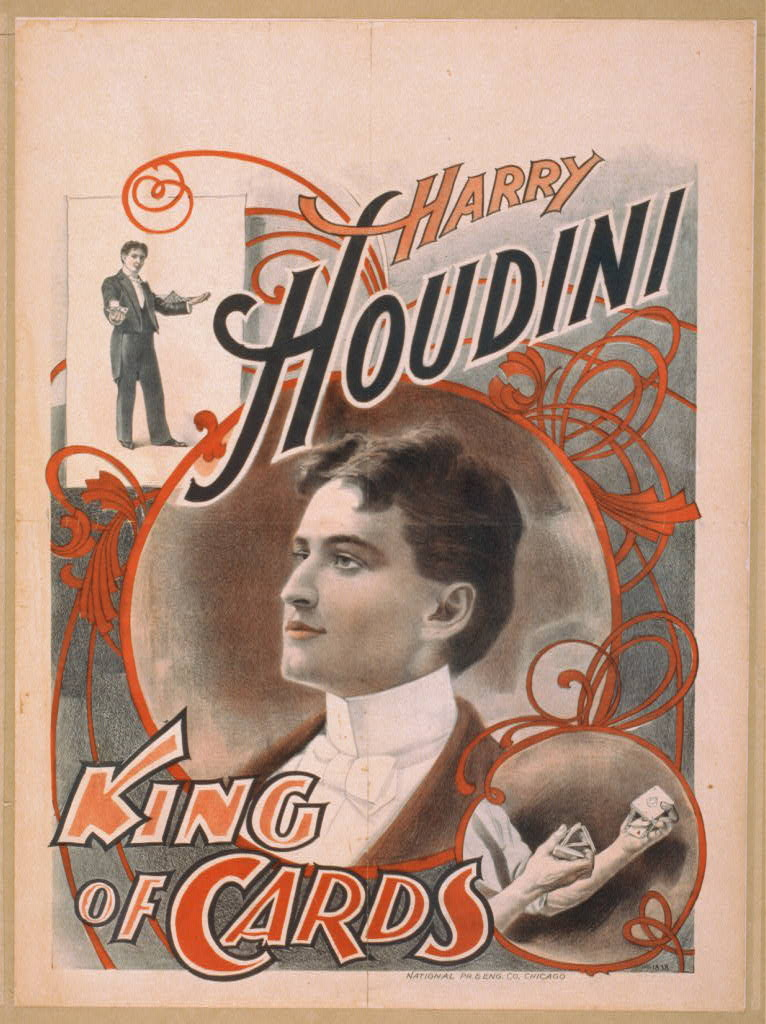
L'illusionniste Harry Houdini, l'un des protagonistes de la série.

Harry Houdini, le célèbre illusionniste, est un esprit cartésien. Sir Arthur Conan Doyle, le créateur de Sherlock Holmes, cherche à prouver l'existence de la vie après la mort. Dans le Londres du début du XXe siècle, les deux hommes s’associent pour enquêter sur des crimes intégrant des éléments surnaturels; avec l'aide d'une jeune policière, Adelaide Stratton.
Conan Doyle s'était bien lié d'amitié pendant un temps avec le magicien américain, bien que les deux hommes ne partageaient pas le même point de vue sur le spiritisme. Houdini insistait sur le fait que les médiums étaient tous des escrocs, Conan Doyle était convaincu du contraire et croyait au paranormal.

## Distribution

### Acteurs principaux
- Stephen Mangan (VF : Lionel Tua) : Arthur Conan Doyle
- Michael Weston (VF : Tanguy Goasdoué) : Harry Houdini
- Rebecca Liddiard (en) (VF : Elisabeth Ventura) : Officier Adelaide Stratton

### Acteurs récurrents
- Tim McInnerny (VF : Michel Prud'homme) : Chef Inspecteur Horace Merring

### Invités
- Laura Fraser : Mme Belworth (épisode 2)
- Jeremy Swift : Dr Henri Whitaker (épisode 5)
- Emily Hampshire : Mme Korzha (épisode 5)

 Source et légende : version française (VF) sur RS Doublage

## Épisodes
1. L'Assassin Fantôme (The Maggie's Redress)
2. Vengeance d'une vie passée (A Dish of Adharma)
3. Croire ou ne pas croire (In Manus Dei)
4. Le Fantôme de Londres (Spring-Heel'd Jack)
5. La Voyante cartésienne (The Curse of Korzha)
6. Le Mystère de la colline (The Monsters of Nethermoor)
7. La Prison de l'esprit (Bedlam)
8. Chasse aux vampires (Strigoi)
9. Les Grands Esprits (Necromanteion)
10. Illusions et Trahison (The Pall of LaPier)

## Annulation
En juillet 2016, la série est annulée pour cause de mauvaises audiences par la chaîne Fox,.